# Agroeca agrestis
Espèce
Agroeca agrestis est une espèce d'araignées aranéomorphes de la famille des Liocranidae.

## Distribution
Cette espèce est endémique du Kazakhstan. Elle se rencontre dans l'oblys d'Atyraou.

## Description
La femelle holotype mesure 6,3 mm.

## Publication originale
- Ponomarev, 2007 : New taxa of spiders (Aranei) from the south of Russia and western Kazakhstan. Caucasian Entomological Bulletin, vol. 3, p. 87-95.